# World Peace Is None of Your Business

World Peace Is None Of Your Business es el décimo disco en solitario de Morrissey, Salió a la venta en 15 de julio de 2014. Con la presentación de este álbum Morrissey volvió a dar una gira por Sudamérica dando shows en el mítico Teatro Ópera y estadio Luna Park (Buenos Aires) .

## Lista de canciones
| N.º | Título                                 | Duración |  |
| 1.  | «World Peace Is None Of Your Business» | 4:21     |  |
| 2.  | «Neal Cassady Drops Dead»              | 4:02     |  |
| 3.  | «Istanbul»                             | 4:40     |  |
| 4.  | «I'm Not A Man»                        | 7:50     |  |
| 5.  | «Earth Is The Loneliest Planet»        | 3:38     |  |
| 6.  | «Staircase At The University»          | 5:30     |  |
| 7.  | «The Bullfighter Dies»                 | 2:05     |  |
| 8.  | «Kiss Me A Lot»                        | 4:03     |  |
| 9.  | «Smiler With Knife»                    | 5:13     |  |
| 10. | «Kick The Bride Down The Aisle»        | 5:18     |  |
| 11. | «Mountjoy»                             | 5:08     |  |
| 12. | «Oboe Concerto»                        | 4:07     |  |

## Bonus Tracks(Versión Deluxe)
| Deluxe edition bonus tracks |                      |          |  |
| N.º                         | Título               | Duración |  |
| 13.                         | «Scandinavia»        | 3:34     |  |
| 14.                         | «One of Our Own»     | 3:33     |  |
| 15.                         | «Drag the River»     | 4:40     |  |
| 16.                         | «Forgive Someone»    | 3:10     |  |
| 17.                         | «Julie in the Weeds» | 3:59     |  |
| 18.                         | «Art-Hounds»         | 5:06     |  |

## Sencillos
1.World Peace Is None of Your Business
2.Istanbul
3.Earth Is The Loneliest Planet

## Miembros
- Morrissey-Vocalista
- Boz Boorer – Guitarrista
- Jesse Tobias – Guitarrista
- Solomon Walker – Bajista
- Matthew Walker – Baterista
- Gustavo Manzur - Tecladista